# DampfLandLeute-Museum Eslohe

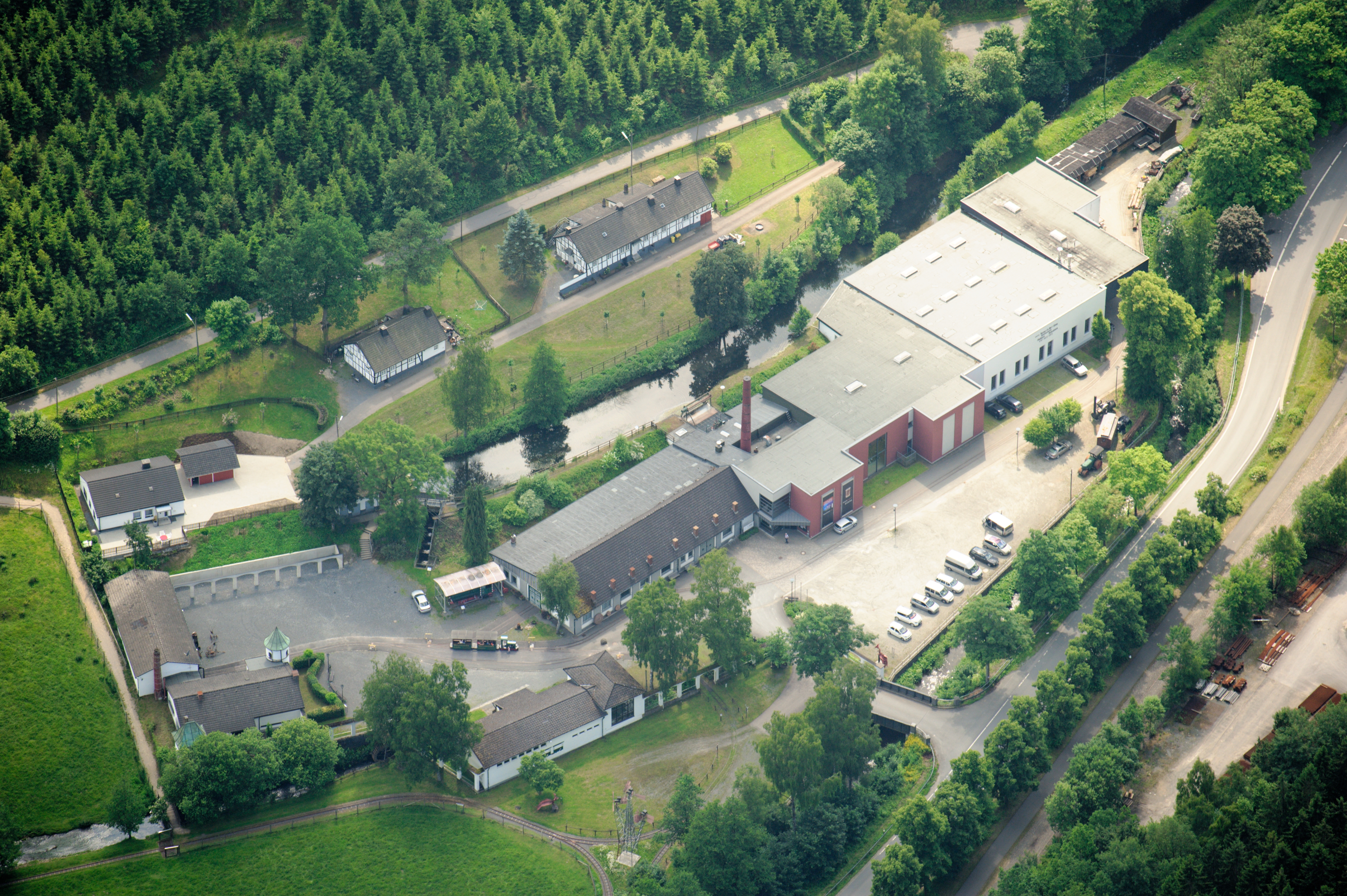
DampfLandLeute-Museum Eslohe

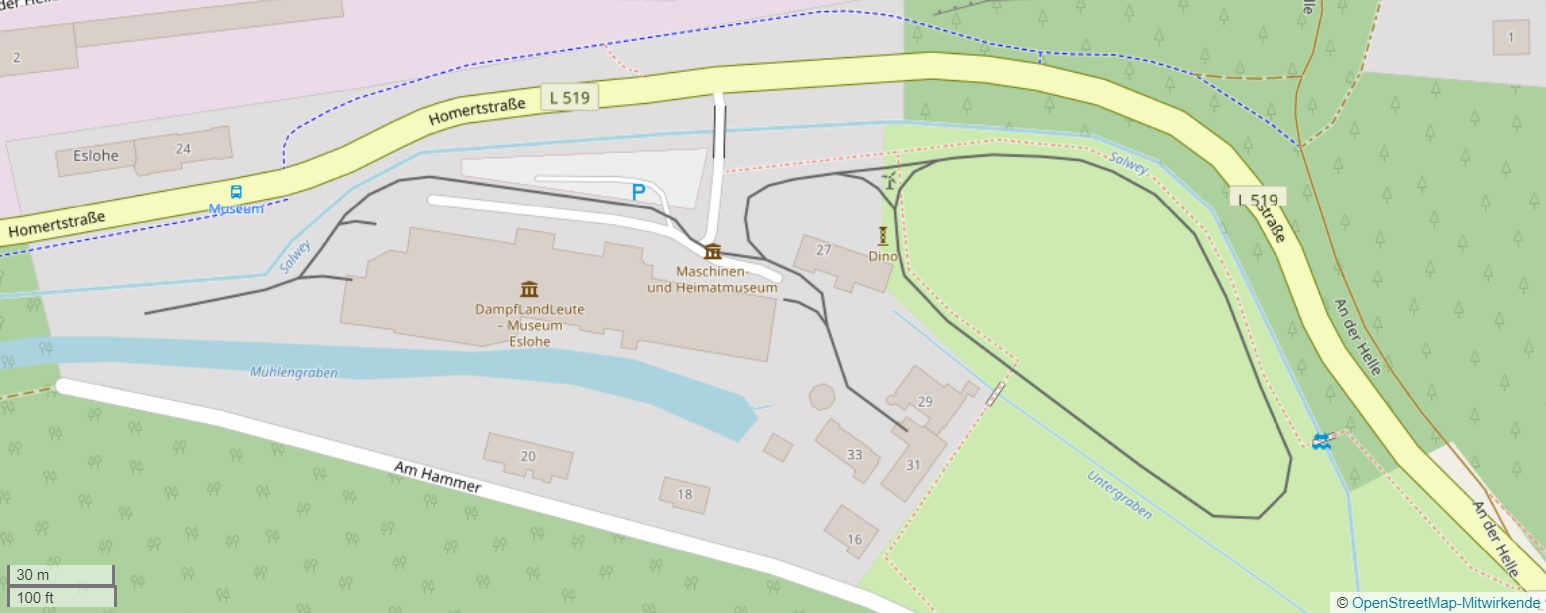
Streckenverlauf der Feldbahn

Das DampfLandLeute-Museum Eslohe ist ein technisches Museum und Heimatmuseum in Eslohe, Sauerland.
Es wurde 1981 eröffnet. Zu den großen Exponaten zählen 14 Dampfmaschinen, sechs Lokomotiven und ein Dieselmotor von Deutz. Ferner wird das Wohnen und Arbeiten im Sauerland dargestellt. Es werden vor allem das Holz- und Metallhandwerk, aber auch die Verarbeitung von Schiefer und Leder dokumentiert.
Zweimal im Monat ist die Fahrt mit einer Feldbahn auf einem Rundkurs möglich. Seit Oktober 2006 läuft die Dauerausstellung „Es werde Dampf!“.
Seit 1987 ist dem Museum auch das von Peter Bürger am Ort gegründete Christine-Koch-Mundartarchiv angegliedert, das sich mit dem Schwerpunkt Mundartliteratur dem Kulturgedächtnis des Sauerländer Platt widmet.